# ريببلك بيه-47 ثاندربولت
ريببلك بيه-47 الصاعقة طائرة مقاتلة تعود للحرب العالمية الثانية أنتجت من قبل الولايات المتحدة من 1941 حتى 1945. كان تسليحها الأساسي هو ثمانية مدافع رشاشة من عيار 50 ويمكنها حمل صواريخ بحجم خمس بوصات أو حمولة قنبلة تبلغ 2500 رطل (1,103 كلغ) كمقاتلة-قاذفة. عند التحميل الكامل، يبلغ وزنها ثمانية أطنان، مما يجعلها واحدة من أثقل مقاتلات الحرب. تم تصميمها بمحرك برات آند ويتني آر-2800 دوبل واسب القوي، والذي كان يستخدم أيضا من قبل اثنين من مقاتلي مشاة البحرية الامريكية وهما إف 6 إف هيلكات وفوغت إف 4 يو كورسير. كانت الطائرة فعالة كمقاتلة مرافقة قصيرة إلى متوسطة المدى في ارتفاعات عالية للقتال الجوي وكطائرة هجوم أرضي في كل من مسارح الحرب في أوروبا والمحيط الهادئ.
كانت الطائرة واحدة من المقاتلات الرئيسية التابعة للقوات الجوية لجيش الولايات المتحدة (USAAF) في الحرب العالمية الثانية، كما خدمت أيضًا مع القوات الجوية المتحالفة الأخرى، بما في ذلك فرنسا والمملكة المتحدة والاتحاد السوفيتي.

### اقتباسات
1. ↑  Goebel، Greg. "The Republic P-47 Thunderbolt". airvectors.net. AirVectors. مؤرشف من الأصل في 2019-04-01. اطلع عليه بتاريخ 2015-11-23.

## روابط خارجية
- «تحليل تصميم P-47 Thunderbolt» للمخرج نيكولاس ماسترانجيلو، كبير المنشورات الفنية، مؤسسة الجمهورية للطيران
- تقارير لقاءات طياري الحرب العالمية الثانية - 47 (4، 56، 78، 352، 353، 355، 361 FGs)
- «إنها الصاعقة» ، ديسمبر 1942 مقال في مجلة العلوم الشعبية .
- ERROR: missing "id" →الفيلم القصير ريببلك بيه-47 ثاندربولت متوفر للتحميل من موقع أرشيف الإنترنت [المزيد]
- تعليمات عملية طيران P-47 Pilot ، 10 أبريل 1942.
- USAAF At War 1942–45 كتاب صوتي مع مقابلات تجريبية من طراز P-47 في زمن الحرب.
- «الصاعقة الخاصة العودة الفناء!» إعلان عام 1943 لجماعة الصاعقة في الطيران